# Dominik Schmidt
Dominik Schmidt (Berlín, Alemania, 1 de julio de 1987) es un exfutbolista alemán que jugaba como defensa.

## Clubes
| Club                | País     | Año       |
| ------------------- | -------- | --------- |
| Werder Bremen II    | Alemania | 2006-2009 |
| Werder Bremen       | Alemania | 2009-2011 |
| Eintracht Fráncfort | Alemania | 2011-2012 |
| SC Preußen Münster  | Alemania | 2012-2015 |
| Holstein Kiel       | Alemania | 2015-2020 |
| M. S. V. Duisburgo  | Alemania | 2020-2022 |
| Atlas Delmenhorst   | Alemania | 2022-2023 |